# Tóth Eszter (színművész)
Tóth Eszter (Mohács, 1987. január 24. –) magyar színésznő.

## Életpályája
1987-ben született Mohácson, gyermekkorát Bárban töltötte. Szentesen drámatagozatos gimnáziumban érettségizett. Harmadjára vették fel a színművészetire, előtte két évig a Keleti István Művészeti Tanodába járt. 2012-ben végzett a Színház- és Filmművészeti Egyetemen, Máté Gábor és Dömötör András osztályában. 2012-től a Thália Színház tagja.

## Filmes és televíziós szerepei
- Klipperek (magyar tévéfilm-sorozat, 2005)
- Klipperek 2.0 (magyar tévéfilm-sorozat, 2007)
- Társasjáték (magyar sorozat, 2011) ...Lány a bárban
- Hacktion (magyar akciófilm-sorozat, 2012) ...Maja
- Hacktion: Újratöltve (magyar akciófilm-sorozat, 2012–2013) ...Maja
- Fapad (magyar televíziós vígjátéksorozat, 2014–2015) ...Kandl Viktória
- Munkaügyek (magyar televíziós vígjátéksorozat, 2015) ...Első jelentkező
- Egynyári kaland (magyar tévéfilm-sorozat, 2. évad, 2017) ...Zoé
- Nyitva (magyar film, 2018) ...Kata
- Csak színház és más semmi (magyar sorozat, 4. évad, 2019) ..Kőhalmi Rebeka
- Nofilter (magyar sorozat, 6 rész, 2019)
- Doktor Balaton (magyar sorozat, 2022) ...Székelyné Ilona, Ica